# Carlo Sada
Carlo Sada (Milano, 4 novembre 1849 – Catania, 7 giugno 1924) è stato un architetto italiano.

## Biografia

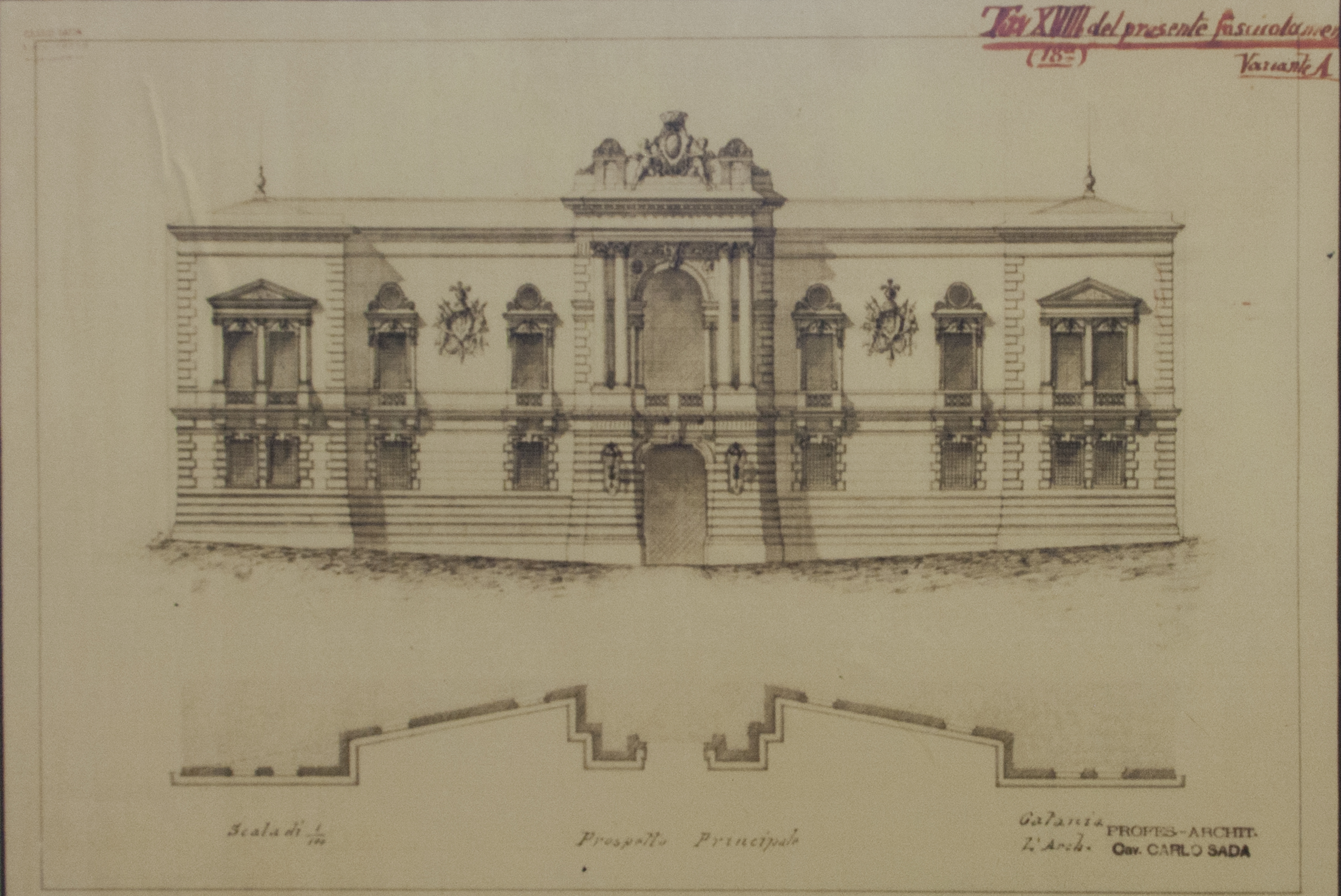
Disegno commissionato per un Palazzo Beneventano, a Lentini (prospetto non realizzato).

Erroneamente considerato per molto tempo figlio dell'architetto omonimo Carlo Sada (1809-1873) e di Matilde Viani, Carlo Sada era in realtà figlio di Giovanni Sada e Teresa Castaldi, come attestano i registri conservati presso l'archivio storico dell'anagrafe del comune di Milano, dove era nato il 4 novembre 1849 (si vedano i documenti rintracciati da Savorra, 2014). Iniziò gli studi presso l'Accademia di Brera il 24 febbraio 1866 e in seguito si spostò a Roma nel 1872 presso l'Accademia di San Luca, dove conseguì il titolo di architetto.
L'esperienza determinante per la sua carriera fu data dal “Progetto per il completamento del teatro Nuovaluce” di Catania.
La vera scuola per Sada fu il cantiere. Il suo maestro Andrea Scala riservava per sé la realizzazione dei progetti che redigeva, mentre affidava ai propri collaboratori i disegni esecutivi e la realizzazione delle proprie opere. Sada, anche da architetto affermato, continuò, invece, a spendere grandi energie nella direzione dei lavori, restringendo al minimo il margine di autonomia delle maestranze, alle quali forniva grandi quantità di particolari costruttivi e decorativi.
Nell'arco della sua attività egli redasse ben sette progetti per edifici teatrali e progettò anche un teatro per la città di San Giuseppe del Fiume Pardo, in Brasile, ma fu realizzato solo il teatro Massimo Bellini di Catania: un complesso lavoro di interpretazione e sintesi per il completamento di un'opera già iniziata da Andrea Scala.

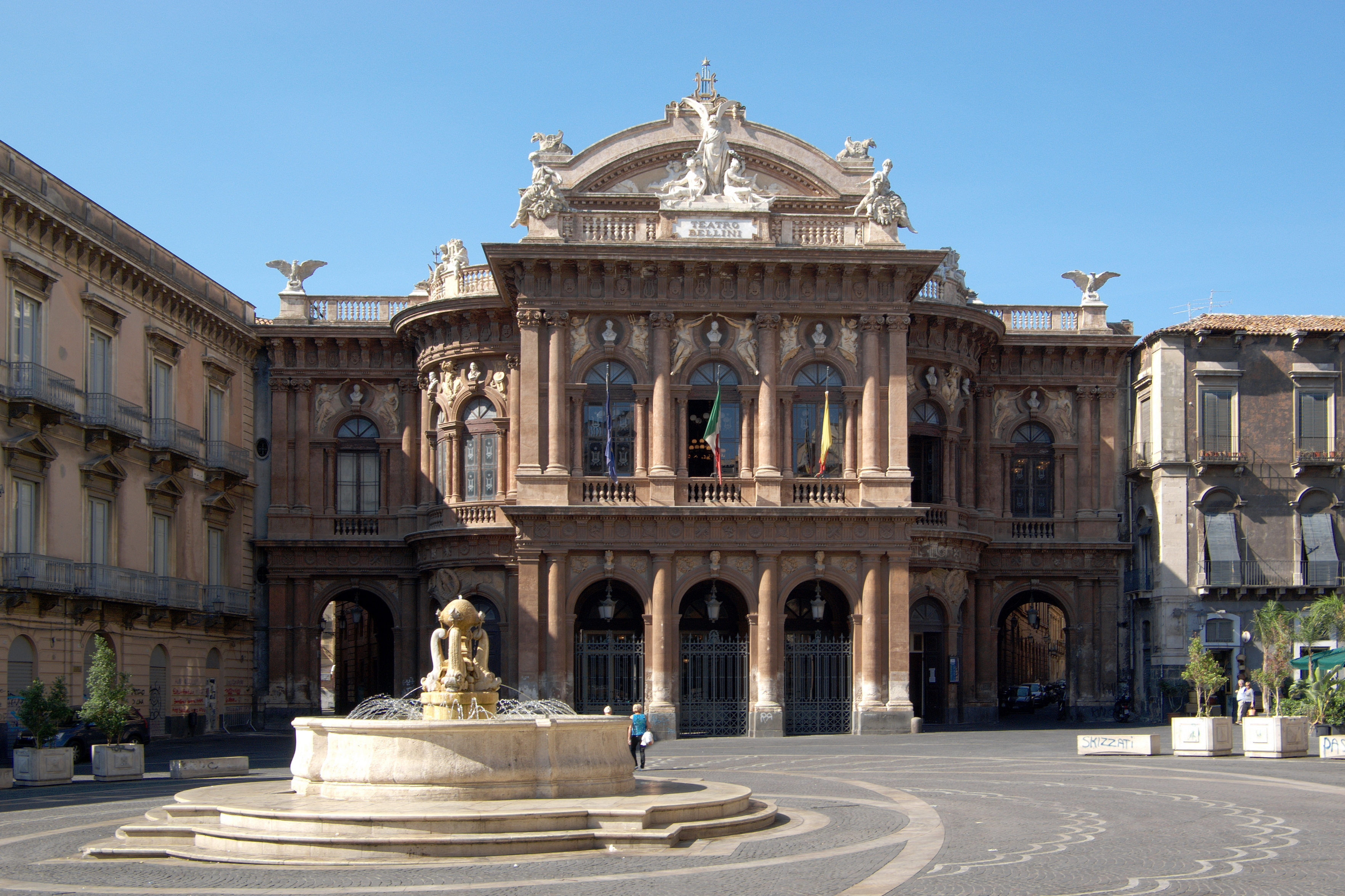
Il Teatro Massimo Bellini, a Catania.

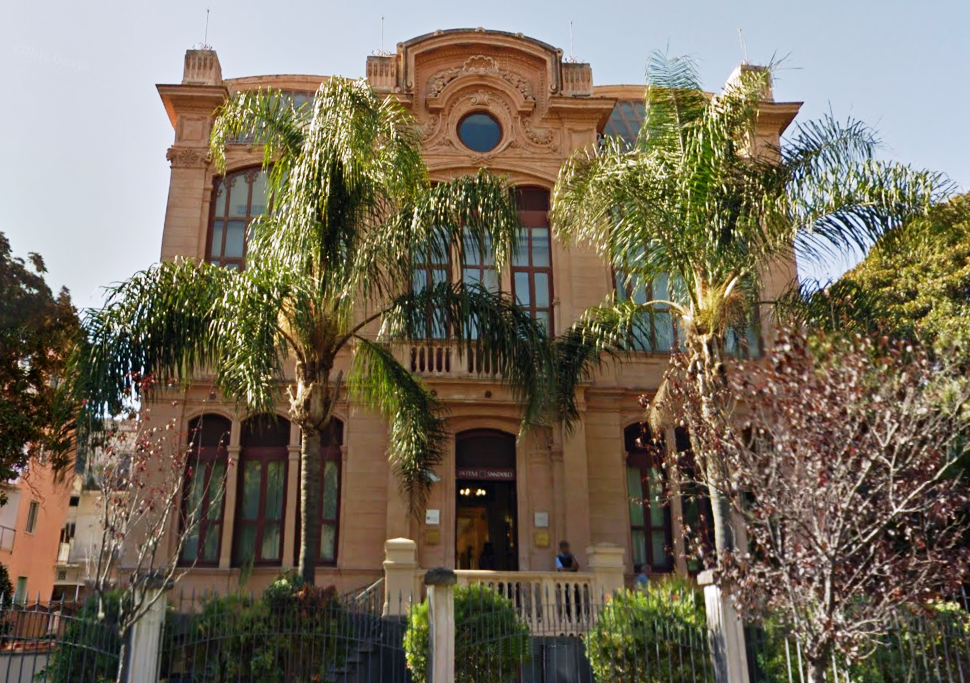
Clinica Clementi in Piazza Santa Maria di Gesù, a Catania.

Radicatosi intanto a Catania, l'architetto mieteva successi professionali in città e provincia, diventando in breve l'architetto alla moda: non c'era famiglia altolocata che non se ne servisse e anche la media borghesia ritenne qualificante poter sfoggiare un edificio di sua mano. Progettò i prospetti sia del Palazzo del conte del Grado, in via Etnea, che del Palazzetto Nicotra, in via Umberto. Altrettanto ricchi e ridondanti di motivi decorativi erano i suoi progetti per gli arredamenti di alcune residenze.
A Grammichele (CT) si trova un edificio nobiliare costruito da Sada; il palazzo comunale dello stesso  comune fu eretto dal 1888 su progetto del Sada.
Progettò i prospetti della basilica collegiata di Maria Ss. dell’Elemosina, della chiesa dell'Annunziata e della chiesa del Ss. Rosario a Biancavilla (CT). È stato anche l'autore di diverse cappelle gentilizie nel cimitero monumentale di Catania: la cappella Sisto Alessi (1884), la cappella Spampinato (1900) e la cappella Tomaselli (1905).
A Caltagirone nel 1899 progettò il villino per il conte Michele Gravina (mai realizzato), nel 1906 realizzò per la stessa famiglia Gravina  una cappella funeraria, e nel 1911, per la famiglia Gravina La Rocca realizzò un'altra cappella. E per Catania, tra i tanti, Palazzo Salvatore Tomaselli (in viale Regina Margherita 4), fu un progetto che realizzò su richiesta del celebre professore e medico.

## Bibliografia

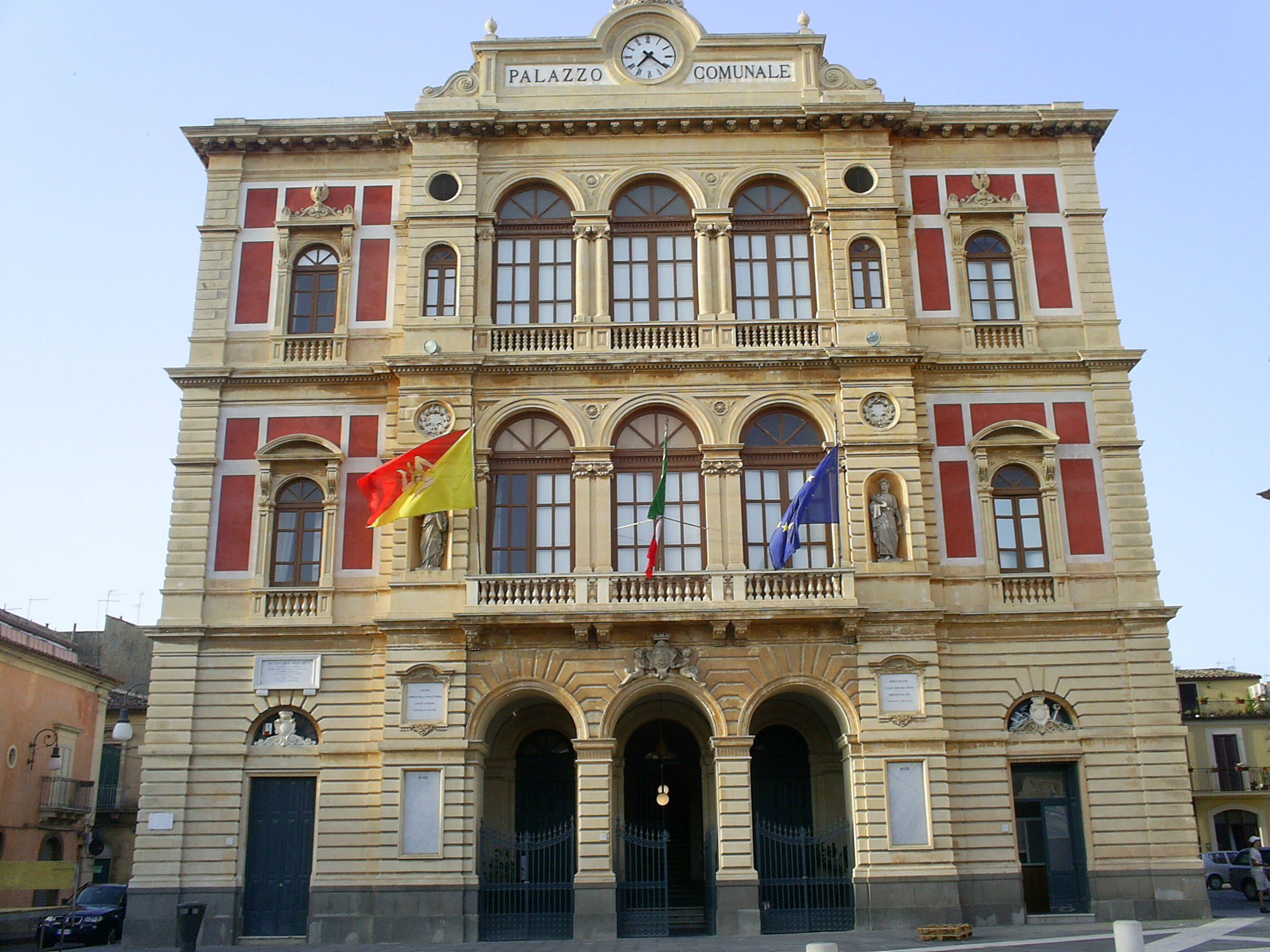
Palazzo Comunale, a Grammichele.